# أكويلونيا
أكويلونيا، (بالإنجليزية: Aquilonia)، هي بلدة و(بلدية) في مقاطعة أفيلينو، وهي جزء من منطقة كامبانيا بجنوب إيطاليا. تقع في منطقة جبلية في الجزء الشرقي من المقاطعة، على ارتفاع 750 مترًا (2460 قدمًا).

## السكان
في سنة 1861 بلغ عدد السكان 2٬822 نسمة، وتطور العدد ليصل في سنة 2011 لـ 1٬815 نسمة.
يظهر هذا المخطط البياني تطور النمو السكاني لـ أكويلونيا